# 超觉静坐

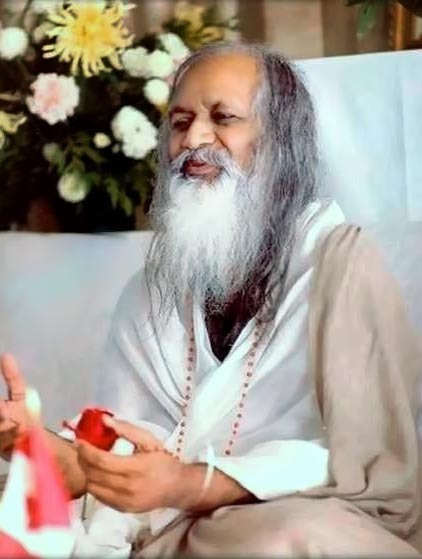
玛哈礼希‧玛赫西‧优济

超觉静坐（Transcendental Meditation；缩写：TM），也叫超在禅定派、超自然冥想，是由玛哈礼希‧玛赫西‧优济开发的一种冥想方法， 通过每日两次、每次15至20分钟的曼怛羅进行。它已形成固定组织，由经过认证的教师通过一系列标准课程传授。
玛哈礼希‧玛赫西‧优济在1955年开始在印度教授这项技术，1960年代和1970年代逐渐在其他国家流行开来，披头士和海灘男孩是其追随者。